# ABCシグネチャー
ABCシグネチャー（英: ABC Signature）は、米ABCとウォルト・ディズニー・カンパニーの関連会社ディズニー・エンターテインメント（ディズニー・テレビジョン・スタジオ）の子会社で、テレビ番組制作会社である。
1985年にタッチストーン・テレビジョン（英: Touchstone Television）として設立。2007年にABCスタジオ（英: ABC Studios）に改名された。2020年8月10日をもってABCスタジオとABCシグニチャー・スタジオが統合し現名称になった。2024年10月1日をもってABCシグネチャーを解散し、2019年にディズニーに買収された20th テレビジョンに吸収合併された。

## 主な制作番組
（）内は放送局
- アグリー・ベティ（ABC）
- アメージング・レース（CBS）
- イーライ・ストーン（ABC）
- インテリジェンス（CBS）
- エージェント・カーター（ABC）
- エージェント・オブ・シールド（ABC）
- 溺れる女たち  〜ミストレス〜（ABC）
- カイルXY（ABCファミリー）
- キャッスル 〜ミステリー作家は事件がお好き（ABC）
- クリミナル・マインド FBI行動分析課
- グレイズ・アナトミー 恋の解剖学（ABC）
- クワンティコ/FBIアカデミーの真実（ABC）
- ゴースト 〜天国からのささやき（CBS）
- 殺人を無罪にする方法（ABC）
- ジミー・キンメル・ライブ!（ABC）
- スキャンダル 託された秘密（ABC）
- ダーティ・セクシー・マネー（ABC）
- デスパレートな妻たち（ABC）
- デビアスなメイドたち（ABC）
- プライベート・プラクティス 迷えるオトナたち（ABC）
- フラッシュフォワード（ABC）
- ボディ・オブ・プルーフ 死体の証言（ABC）
- マダム・プレジデント 星条旗をまとった女神（ABC）
- 見えない訪問者 〜ザ・ウィスパーズ〜（ABC）
- 名探偵モンク（USA）
- LOST（ABC）
- 私と彼とマンハッタン（ABC）
- ワンス・アポン・ア・タイム（ABC）
- グッド・ドクター 名医の条件（ABC）